# Ubaldo Righetti
Ubaldo Righetti (Sermoneta, 1º marzo 1963) è un politico, ex calciatore, allenatore di calcio e giornalista sportivo italiano, di ruolo difensore. 
Dal 1º luglio 2025 è un consigliere comunale del Comune di Roma nella maggioranza del PD.

## Biografia
È lo zio della showgirl Elena Santarelli, figlia di sua sorella Patrizia.

## Carriera

### Giocatore

Righetti, alla sinistra del capitano Agostino Di Bartolomei, durante i festeggiamenti dello scudetto romanista 1982-1983

#### Club

Righetti (a sinistra) in maglia romanista, in marcatura su Ian Rush durante la finale della Coppa dei Campioni 1983-1984 contro il

Centrale difensivo, inizia nelle giovanili del Latina e nel 1980 viene acquistato dalla Roma, con cui esordisce in Serie A nella stagione 1981-1982 a diciotto anni, disputando tre minuti nel successo al Sant'Elia contro il Cagliari, subentrando a Spinosi.
Allenato da Nils Liedholm, il 21 marzo 1982 a Bologna gioca per la prima volta da titolare e per tutti i novanta minuti. Con i giallorossi gioca per i successivi sette anni, stabilendosi seppur giovanissimo come uno dei cardini della squadra e vincendo lo scudetto nel 1982-1983, oltre alla Coppa Italia per due volte, nel 1984 e nel 1986. Disputa la famigerata finale di Coppa dei Campioni contro il Liverpool nel 1983-1984, persa ai calci di rigore, segnando tuttavia il proprio tiro dal dischetto. 
Nella stessa annata viene insignito del Trofeo Bravo, riconoscimento che spettava al miglior calciatore europeo con meno di 21 anni.
Nel 1984-1985 segna in casa contro l'Ascoli quello che rimane il suo unico gol in campionato con i giallorossi. Le aspettative su di lui, visti i precedenti, erano molto alte, ma il suo rendimento subì una flessione proprio quando avrebbe dovuto affermarsi in modo definitivo.
Ciò spinge la società a sostituirlo e, con l'arrivo di Collovati e Signorini, nel 1987 passa dunque all'Udinese, militante nella serie cadetta, per essere ceduto l'anno dopo al Lecce, dove giocherà per due anni di nuovo nella massima serie. Durante il mese di maggio del 1990 viene prestato agli acerrimi rivali del Bari per disputare la Coppa Mitropa, che la squadra pugliese vince ai danni del Genoa con rete di Perrone.
Sempre nel 1990 approda in Serie B al Pescara allenato da Carlo Mazzone, nella prima parte del campionato, e poi da Giovanni Galeone, ottenendo la salvezza. Nel campionato 1991-1992, Righetti è il pilastro della difesa biancazzurra, risultando determinante per la conquista della promozione in Serie A. Sempre col Pescara, di nuovo retrocesso e stavolta rimasto in B, rimane fino al 1995, prima di chiudere la carriera col Terracina al termine della stagione 1997-1998, a 35 anni.

#### Nazionale
Convocato dal CT Enzo Bearzot, conta 8 presenze con la nazionale tra il 1983 e il 1985; due di queste sono arrivate nelle qualificazioni all'europeo 1984, mentre le restanti in incontri amichevoli.

### Allenatore
Ha intrapreso la carriera di allenatore, guidando prima nei dilettanti la formazione abruzzese della Renato Curi Angolana in Serie D nel 1999-2000, quindi il Gela J.T. in C2 nel 2000-2001 e poi la Lodigiani in C1 nella stagione 2001-2002, dove fu esonerato a campionato in corso. In seguito si sedette sulle panchine di Fano e Tivoli, entrambe in C2 e rispettivamente nelle stagioni 2002-2003 e 2003-2004, ed ha avuto la sua ultima parentesi nel Vittoria, subentrando a gennaio e venendo esonerato a fine stagione.

### Dopo il ritiro
In seguito ha lavorato come commentatore per Centro Suono Sport, per Roma Channel, per la Rai e per Teleradiostereo. Nel 2010 è ospite di Jacopo Volpi a Notti Mondiali, dove analizza le azioni delle partite. Commenta inoltre con Gianni Bezzi alcune partite dei mondiali.
Lavora stabilmente presso l'emittente radiofonica Radio Romanista.
Nell'estate del 2023 affianca Dario Di Gennaro nella telecronaca di alcune gare dell’Europeo Under-21 per Rai Sport. È poi opinionista in studio delle qualificazioni agli europei Under-21 del 2025 e della fase finale dell'Europa League 2023-2024 su Rai 1. Affianca poi Giacomo Capuano nelle telecronache delle partite dell'Europeo Under 17. In occasione di Euro 2024 è tra gli opinionisti di Notti europee su Rai 1 e per la stagione 2024-2025 di  90º Minuto di Sabato .
È iscritto all’Albo dei Giornalisti dal 14 giugno 2011, Elenco Pubblicisti, Ordine dei Giornalisti della Regione Marche.

### Attività politica
Nel 2021 si è candidato alle elezioni comunali di Roma tra le file del Partito Democratico a sostegno di Roberto Gualtieri, ottenendo 1376 preferenze, tuttavia senza essere eletto.
Il 1º luglio 2025 viene eletto consigliere comunale a seguito delle dimissioni della consigliera Giulia Battaglia ed essendo Righetti stesso il primo dei non eletti.

## Statistiche

### Presenze e reti nei club
| Stagione    | Squadra     | Campionato  | Campionato | Campionato | Coppe nazionali | Coppe nazionali | Coppe nazionali | Coppe continentali | Coppe continentali | Coppe continentali | Altre coppe | Altre coppe | Altre coppe | Totale | Totale |
| Stagione    | Squadra     | Comp        | Pres       | Reti       | Comp            | Pres            | Reti            | Comp               | Pres               | Reti               | Comp        | Pres        | Reti        | Pres   | Reti   |
| ----------- | ----------- | ----------- | ---------- | ---------- | --------------- | --------------- | --------------- | ------------------ | ------------------ | ------------------ | ----------- | ----------- | ----------- | ------ | ------ |
| 1981-1982   | Roma        | A           | 9          | 0          | CI              | 0               | 0               | CdC                | 0                  | 0                  | -           | -           | -           | 9      | 0      |
| 1982-1983   | Roma        | A           | 12         | 0          | CI              | 7               | 0               | CU                 | 2                  | 0                  | -           | -           | -           | 21     | 0      |
| 1983-1984   | Roma        | A           | 21         | 0          | CI              | 6               | 0               | CC                 | 9                  | 0                  | -           | -           | -           | 36     | 0      |
| 1984-1985   | Roma        | A           | 30         | 1          | CI              | 6               | 0               | CdC                | 6                  | 0                  | -           | -           | -           | 42     | 1      |
| 1985-1986   | Roma        | A           | 23         | 0          | CI              | 12              | 1               | -                  | -                  | -                  | -           | -           | -           | 35     | 1      |
| 1986-1987   | Roma        | A           | 16         | 0          | CI              | 5               | 0               | CdC                | 2                  | 0                  | -           | -           | -           | 23     | 0      |
| 1987-1988   | Roma        | A           | 1          | 0          | CI              | 0               | 0               | -                  | -                  | -                  | -           | -           | -           | 1      | 0      |
| Totale Roma | Totale Roma | Totale Roma | 112        | 1          |                 | 36              | 1               |                    | 19                 | 0                  |             | -           | -           | 167    | 2      |

### Cronologia presenze e reti in nazionale
| Cronologia completa delle presenze e delle reti in nazionale ― Italia | Cronologia completa delle presenze e delle reti in nazionale ― Italia | Cronologia completa delle presenze e delle reti in nazionale ― Italia | Cronologia completa delle presenze e delle reti in nazionale ― Italia | Cronologia completa delle presenze e delle reti in nazionale ― Italia | Cronologia completa delle presenze e delle reti in nazionale ― Italia | Cronologia completa delle presenze e delle reti in nazionale ― Italia | Cronologia completa delle presenze e delle reti in nazionale ― Italia |
| Data                                                                  | Città                                                                 | In casa                                                               | Risultato                                                             | Ospiti                                                                | Competizione                                                          | Reti                                                                  | Note                                                                  |
| --------------------------------------------------------------------- | --------------------------------------------------------------------- | --------------------------------------------------------------------- | --------------------------------------------------------------------- | --------------------------------------------------------------------- | --------------------------------------------------------------------- | --------------------------------------------------------------------- | --------------------------------------------------------------------- |
| 16-11-1983                                                            | Praga                                                                 | Cecoslovacchia                                                        | 2 – 0                                                                 | Italia                                                                | Qual. Euro 1984                                                       | -                                                                     |                                                                       |
| 22-12-1983                                                            | Perugia                                                               | Italia                                                                | 3 – 1                                                                 | Cipro                                                                 | Qual. Euro 1984                                                       | -                                                                     | 46’                                                                   |
| 3-3-1984                                                              | Istanbul                                                              | Turchia                                                               | 1 – 2                                                                 | Italia                                                                | Amichevole                                                            | -                                                                     |                                                                       |
| 7-4-1984                                                              | Verona                                                                | Italia                                                                | 1 – 1                                                                 | Cecoslovacchia                                                        | Amichevole                                                            | -                                                                     |                                                                       |
| 26-9-1984                                                             | Milano                                                                | Italia                                                                | 1 – 0                                                                 | Svezia                                                                | Amichevole                                                            | -                                                                     | 85’                                                                   |
| 3-11-1984                                                             | Losanna                                                               | Svizzera                                                              | 1 – 1                                                                 | Italia                                                                | Amichevole                                                            | -                                                                     | 77’                                                                   |
| 8-12-1984                                                             | Pescara                                                               | Italia                                                                | 2 – 0                                                                 | Polonia                                                               | Amichevole                                                            | -                                                                     |                                                                       |
| 2-6-1985                                                              | Città del Messico                                                     | Messico                                                               | 1 – 1                                                                 | Italia                                                                | Amichevole                                                            | -                                                                     | 68’                                                                   |
| Totale                                                                |                                                                       | Presenze                                                              | 8                                                                     |                                                                       | Reti                                                                  | 0                                                                     |                                                                       |

| Cronologia completa delle presenze e delle reti in nazionale ― Italia under 21 | Cronologia completa delle presenze e delle reti in nazionale ― Italia under 21 | Cronologia completa delle presenze e delle reti in nazionale ― Italia under 21 | Cronologia completa delle presenze e delle reti in nazionale ― Italia under 21 | Cronologia completa delle presenze e delle reti in nazionale ― Italia under 21 | Cronologia completa delle presenze e delle reti in nazionale ― Italia under 21 | Cronologia completa delle presenze e delle reti in nazionale ― Italia under 21 | Cronologia completa delle presenze e delle reti in nazionale ― Italia under 21 |
| Data                                                                           | Città                                                                          | In casa                                                                        | Risultato                                                                      | Ospiti                                                                         | Competizione                                                                   | Reti                                                                           | Note                                                                           |
| ------------------------------------------------------------------------------ | ------------------------------------------------------------------------------ | ------------------------------------------------------------------------------ | ------------------------------------------------------------------------------ | ------------------------------------------------------------------------------ | ------------------------------------------------------------------------------ | ------------------------------------------------------------------------------ | ------------------------------------------------------------------------------ |
| 5-10-1983                                                                      | Tarragona                                                                      | Spagna under 21                                                                | 2 – 2                                                                          | Italia under 21                                                                | Amichevole                                                                     | -                                                                              |                                                                                |
| 12-10-1983                                                                     | Slatina                                                                        | Romania under 21                                                               | 0 – 1                                                                          | Italia under 21                                                                | Qual. Europeo Under-21 1984                                                    | -                                                                              | 46’                                                                            |
| 30-11-1983                                                                     | Dublino                                                                        | Irlanda under 21                                                               | 0 – 1                                                                          | Italia under 21                                                                | Amichevole                                                                     | -                                                                              |                                                                                |
| 18-4-1984                                                                      | Manchester                                                                     | Inghilterra under 21                                                           | 3 – 1                                                                          | Italia under 21                                                                | Europeo Under-21 1984 - Semifinali                                             | -                                                                              |                                                                                |
| Totale                                                                         |                                                                                | Presenze                                                                       | 4                                                                              |                                                                                | Reti                                                                           | 0                                                                              |                                                                                |

## Palmarès

### Giocatore

#### Club

##### Competizioni nazionali
- Campionato italiano: 1

Roma: 1982-1983
- Coppa Italia: 2

Roma: 1983-1984, 1985-1986

##### Competizioni internazionali
- Coppa Mitropa: 1

Bari: 1990

#### Individuale
- Trofeo Bravo

1983-1984